# Giải thưởng Thể thao chuyên nghiệp Nhật Bản
Giải thưởng Thể thao chuyên nghiêp Nhật Bản (日本プロスポーツ大賞 Nippon Puro Supōtsu Taisyō) trao cho cho một vận động viên hoặc một đội thể thao hàng năm từ 1968 bởi Hiệp hội Thể thao chuyên nghiệp Nhật Bản. Đây là một trong những giải thưởng thể thao uy tín nhất tại Nhật Bản. Một hội đồng từ các tờ báo Tokyo, các dịch vụ truyền dẫn, truyền hình và phát thanh đại diện cho truyền thông thể thao sẽ chịu trách nhiệm lựa chọn ra người dành giải. Người thắng giải sẽ nhận Cúp Thủ tướng.
Kỷ lục giành giải đang thuộc về vận động viên bóng chày Ichiro Suzuki và Sadaharu Oh (ba lần). Nếu bao gồm cả cương vị huấn luyện hay thành viên đội thể thao đoạt giải, Ichiro và Oh sẽ cùng có 4 lần giành giải, khi họ lần lượt là cầu thủ thành viên và huấn luyện trưởng của Đội tuyển bóng chày Nhật Bản đoạt giải năm 2006.

## Danh sách người đoạt giải
| Năm                                      | Giành giải                                                              | Môn        |
| ---------------------------------------- | ----------------------------------------------------------------------- | ---------- |
| 1968                                     | Shozo Saijo                                                             | Quyền anh  |
| 1969                                     | Yomiuri Giants                                                          | Bóng chày  |
| 1970                                     | Taihō Kōki                                                              | Sumo       |
| 1971                                     | Shigeo Nagashima                                                        | Bóng chày  |
| 1972                                     | Katsuaki Matsumoto                                                      | Đua xe đạp |
| 1973                                     | Tadashi Sawamura                                                        | Kickboxing |
| 1974                                     | Sadaharu Oh                                                             | Bóng chày  |
| 1975                                     | Hiroshima Toyo Carp                                                     | Bóng chày  |
| 1976                                     | Sadaharu Oh (2)                                                         | Bóng chày  |
| 1977                                     | Sadaharu Oh (3)                                                         | Bóng chày  |
| 1978                                     | Yakult Swallows                                                         | Bóng chày  |
| 1979                                     | Yoko Gushiken                                                           | Quyền anh  |
| 1980                                     | Yoko Gushiken (2)                                                       | Quyền anh  |
| 1981                                     | Koichi Nakano                                                           | Đua xe đạp |
| 1982                                     | Hiromitsu Ochiai                                                        | Bóng chày  |
| 1983                                     | Tatsuro Hirooka                                                         | Bóng chày  |
| 1984                                     | Sachio Kinugasa                                                         | Bóng chày  |
| 1985                                     | Randy Bass                                                              | Bóng chày  |
| 1986                                     | Hiromitsu Ochiai (2)                                                    | Bóng chày  |
| 1987                                     | Ayako Okamoto                                                           | Golf       |
| 1988                                     | Chiyonofuji Mitsugu                                                     | Sumo       |
| 1989                                     | Chiyonofuji Mitsugu (2)                                                 | Sumo       |
| 1990                                     | Hideo Nomo                                                              | Bóng chày  |
| 1991                                     | Joichiro Tatsuyoshi                                                     | Quyền anh  |
| 1992                                     | Takanohana Kōji                                                         | Sumo       |
| 1993                                     | Kazuyoshi Miura                                                         | Bóng đá    |
| 1994                                     | Ichiro Suzuki                                                           | Bóng chày  |
| 1995                                     | Ichiro Suzuki (2)                                                       | Bóng chày  |
| 1996                                     | Masashi Ozaki                                                           | Golf       |
| 1997                                     | Hidetoshi Nakata                                                        | Bóng đá    |
| 1998                                     | Kazuhiro Sasaki                                                         | Bóng chày  |
| 1999                                     | Daisuke Matsuzaka                                                       | Bóng chày  |
| 2000                                     | Hideki Matsui                                                           | Bóng chày  |
| 2001                                     | Ichiro Suzuki (3)                                                       | Bóng chày  |
| 2002                                     | Đội tuyển bóng đá quốc gia Nhật Bản                                     | Bóng đá    |
| 2003                                     | Hideki Matsui                                                           | Bóng chày  |
| 2004                                     | Asashōryū Akinori                                                       | Sumo       |
| 2005                                     | Asashōryū Akinori (2)                                                   | Sumo       |
| 2006                                     | Đội tuyển bóng chày quốc gia Nhật Bản tại Giải Bóng chày Thế giới (WBC) | Bóng chày  |
| 2007                                     | Urawa Red Diamonds                                                      | Bóng đá    |
| 2008                                     | Ryo Ishikawa                                                            | Golf       |
| 2009                                     | Ryo Ishikawa (2)                                                        | Golf       |
| 2010                                     | Hakuhō Shō                                                              | Sumo       |
| 2011                                     | Đội tuyển bóng đá nữ quốc gia Nhật Bản                                  | Bóng đá    |
| 2012                                     | Shinnosuke Abe                                                          | Bóng chày  |
| 2013                                     | Masahiro Tanaka                                                         | Bóng chày  |
| 2014                                     | Kei Nishikori                                                           | Quần vợt   |
| 2015                                     | Đội tuyển rugby nam quốc gia Nhật Bản                                   | Rugby      |
| 2016                                     | Shohei Ohtani                                                           | Bóng chày  |
| 2017                                     | Fukuoka SoftBank Hawks                                                  | Bóng chày  |
| 2018                                     | Shohei Ohtani                                                           | Bóng chày  |
| Các năm từ 2019 đến 2021 không trao giải |                                                                         |            |
| 2022                                     | Naoya Inoue                                                             | Boxing     |
| 2023                                     | Đội tuyển bóng chày quốc gia Nhật Bản tại WBC                           | Bóng chày  |

| Môn        | Số giải thưởng |
| ---------- | -------------- |
| Bóng chày  | 26             |
| Sumo       | 7              |
| Bóng đá    | 5              |
| Quyền anh  | 4              |
| Golf       | 4              |
| Đua xe đạp | 2              |
| Kickboxing | 1              |
| Quần vợt   | 1              |
| Rugby      | 1              |